# Río Macal
El río Macal es una corriente que transcurre en el Distrito de Cayo en el oeste de Belice. Hay algunos yacimientos mayas precolombinos que se asientan a lo largo del río entre los cuales está Cahal Pech. El río Macal cuando confluye con el río Mopán, descarga en el río Belice y este, a su vez, desemboca en el golfo de Honduras (mar Caribe). Entre los ríos tributarios del Macal, se encuentran: Privassion, Río On, Río Frío, Mollejón y Cacao Camp.
Fue la leyenda la que dio su nombre al río Macal, al ser ésta (Macall) una joven y bella doncella legendaria de Belice. El río, en su parte baja, es navegable en canoas durante todo el año. La parte alta, por su rápido descenso de la región montañosa donde se origina, y también debido al régimen de alta precipitación pluvial en tal zona, es responsable en buena medida de las inundaciones del Río Belice.

## Hidrología

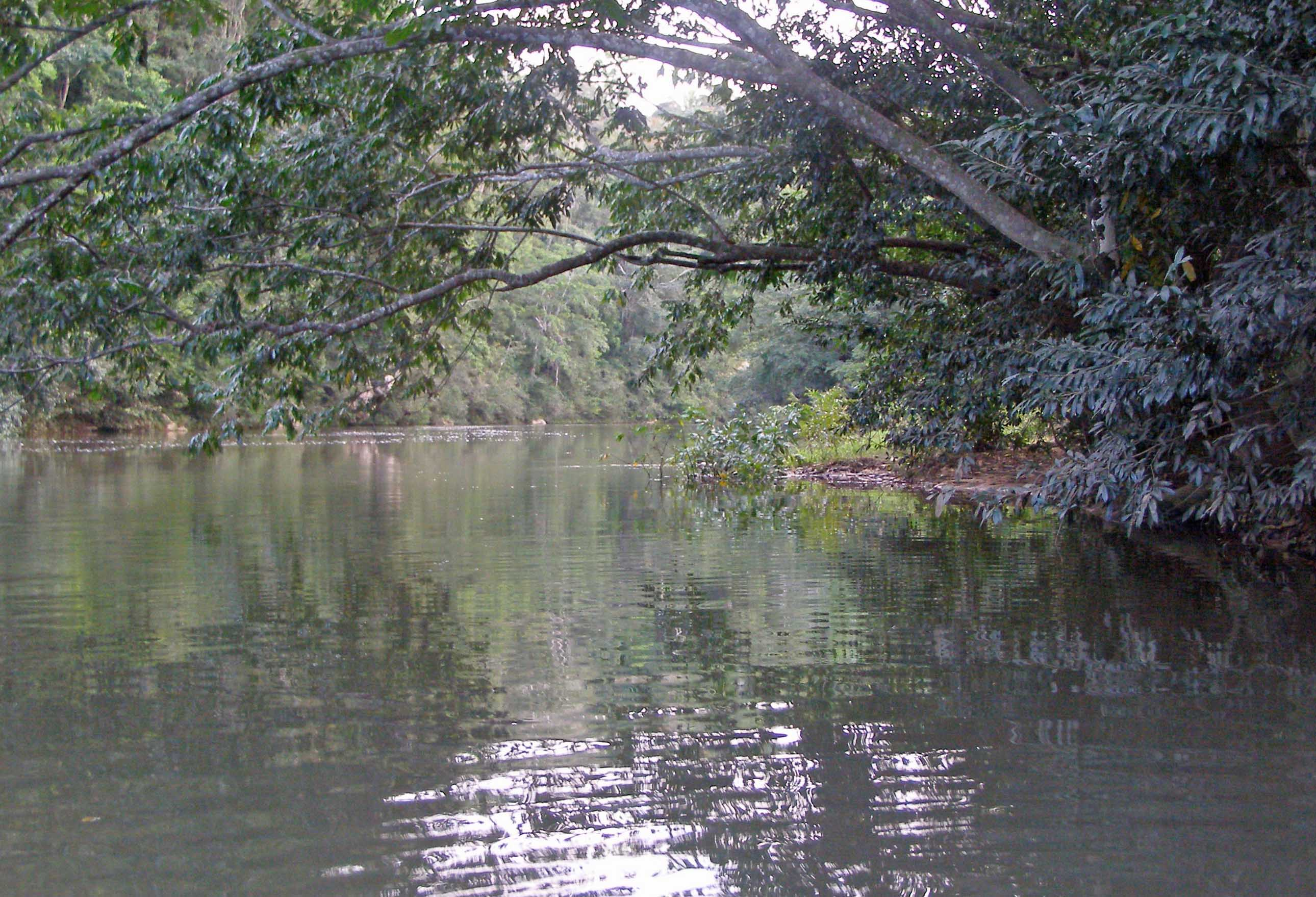
Vista del río desde sus partes bajas.

Hay dos cuencas básicas del río Macal. La cuenca superior que se encuentra en la sierra Maya y la inferior que se conoce con el nombre de cordillera de los Pinos. En la cuenca superior, por la topografía, el descenso de la corriente es violento y lo es más durante la temporada de lluvias entre los meses de junio hasta agosto. Disminuye significativamente la corriente de agua entre los meses de marzo a mayo, que corresponden a la temporada de secas.
Por lo que ve a la cuenca inferior, existen corrientes tributarias que la alimentan radialmente. Entre otras, las llamadas Privassion, río On, río Frío, Mollejón, arroyo Chaa y Cacao Camp.

## Ecología

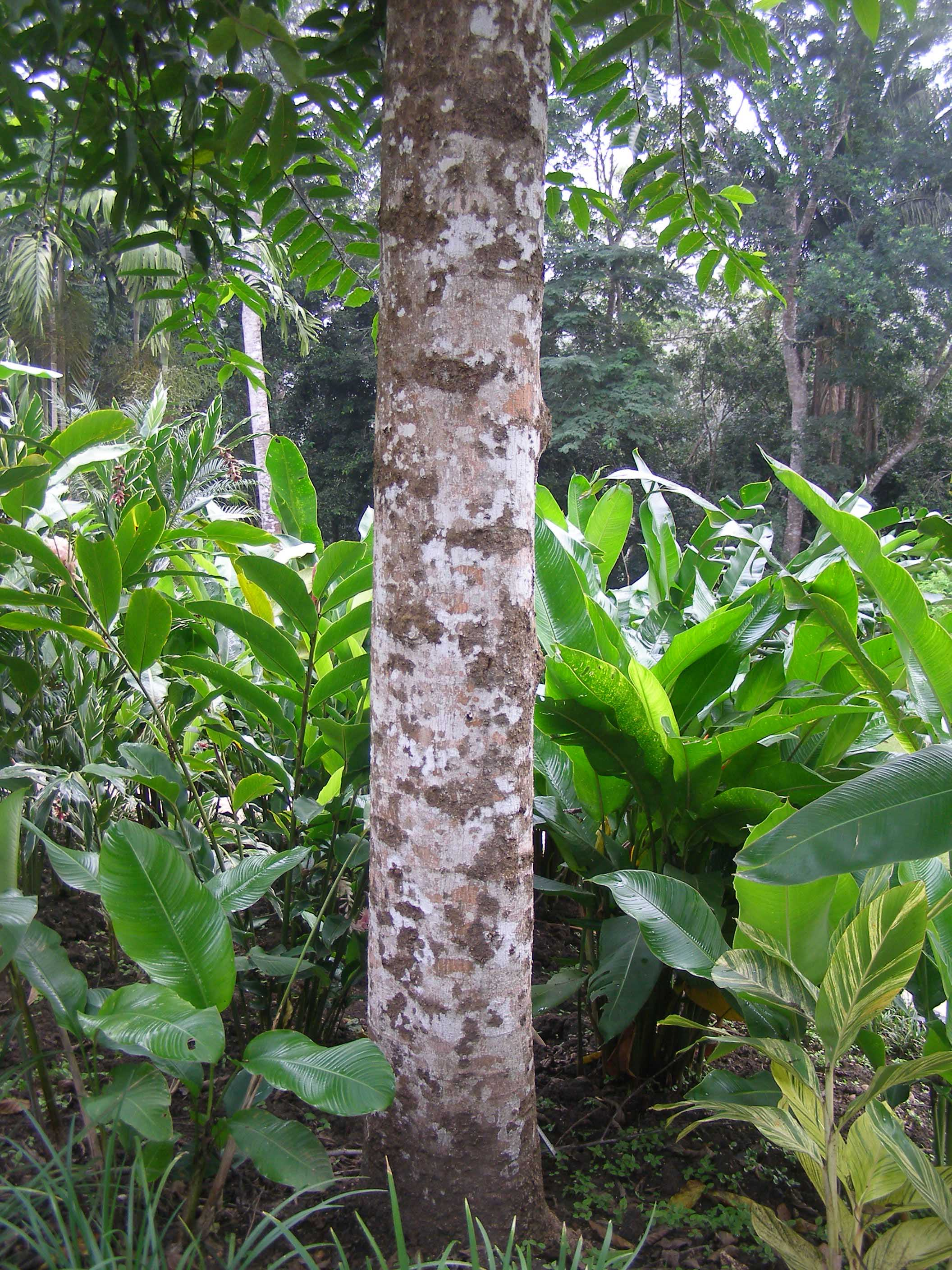
Vegetación del Bajo Río Macal.

El río Macal serpentea a lo largo de bosques tropicales, incluyendo una parte importante de la Reserva de Chiquibul. Hay una considerable biodiversidad en el transcurso del río: megafauna, aves, 
reptiles, anfibios, mamíferos, artrópodos, entre otros.
Existen en la cuenca una docena de especies raras y en peligro de extinción. Dos de las más importantes especies en riesgo son el Jaguar, (Pantera onca), y el Tapir de Belice (Tapirus bairdii), clasificados ambos, como fauna nacional de Belice.

## Historia

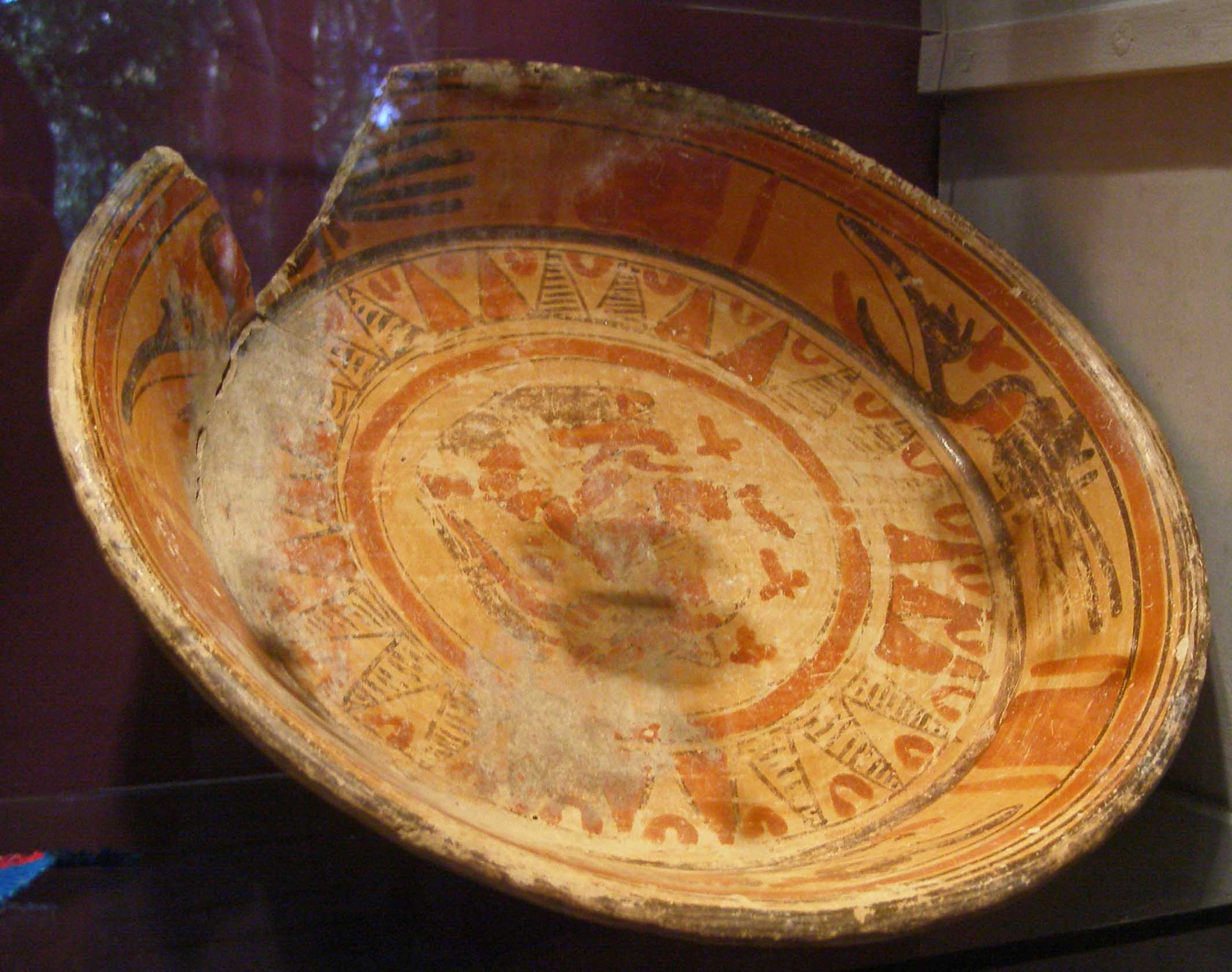
Cerámica maya encontrada en la cuenca inferior del río Macal.

Las porciones bajas de la cuenca del Macal estuvieron ocupadas por la civilización maya durante el primer milenio de nuestra época. Cahal Pech y el Arroyo Chaa, son algunos ejemplos de esta presencia. Estos sitios centralizaron poblaciones que fueron principalmente agrícolas y que parecen haber estado bajo la influencia de ciudades de primer orden político como Tikal y Caracol.

## Ecoturismo
Hay una corriente ecoturística que se ha generalizado en la parte de la cuenca inferior del río. La actividad principal se desarrolla en la Reserva de la Cordillera de Pinos que es un parque nacional de Belice. Entre otros atractivos, la región cuenta con cavernas kársticas (cenotes).